# Berserk (serie de televisión de 2016)
Berserk (ベルセルク Beruseruku?) es una serie de anime de 2016 basada en el manga Berserk de Kentaro Miura y fue hecha como una adaptación separada a la trilogía Berserk: The Golden Age Arc. Esta es la segunda adaptación televisiva del manga, después del anime de 1997 con el mismo nombre, y que cubre los arcos argumentales «Espadachín Negro» -capítulo 1 al 8 de los tomos 1 al 3 del manga- y «Castigo» - son 81 capítulos del tomo 14 al 21.

## Argumento
La serie sigue las andanzas de Guts, que es conocido como el "Espadachín Negro" (黒い剣士 Kuroi Kenshi?) y en donde se le ve con un aspecto muy parecido al primer episodio de la serie original de 1997, así como la escena final de la tercera película Berserk: The Golden Age Arc.
Guts fue una vez un mercenario huraño solitario reclutado por un grupo conocido como la Banda del Halcón (鷹の団 Taka no Dan?) y luchó al lado de su carismático líder, Griffith, quien finalmente sacrificó a sus propias tropas en un ritual orquestado para convertirse en el quinto miembro del siniestro y quasi-omnipotente grupo conocido como God Hand (ゴッド・ハンド Goddo Hando?, lit. 'Mano de Dios') y continuar persiguiendo su anhelado sueño de gobernar su propio reino. Sólo Guts y su amante Casca, quien perdió su cordura y memoria debido a los horrores del "ritual" del Eclipse, lograron escapar de aquel evento macabro. Ambos ahora tienen marcas arcanas místicas en el cuerpo, consecuencia a haber sido ofrecidos en sacrificio durante El Eclipe, que atraen a espíritus malignos y otras entidades siniestras similares. Dejando a la vulnerable y desvalida Casca al cuidado del viejo herrero Godo y su pequeña hija adoptiva Erica así como el joven Rickert, el único miembro de la Banda del Halcón ausente durante El Eclipse, Guts emprende una cacería feroz de los Apóstoles, seres monstruosos que alguna vez fueron humanos que ahora son sirvientes de los God Hand, buscando hallar algún indicio de como encontrar a sus amos infernales, con la finalidad de así poder matar a Griffith en venganza por lo que le hizo a él y a Casca. Han transcurrido algunos años desde entonces, y un pequeño elfo alegre llamado Puck se une a Guts durante su cacería, al mismo tiempo que ciertos acontecimientos que el grupo God Hand han esperado durante mucho tiempo están comenzando a desarrollarse.

## Voces
| Personaje            | Actor de voz     |
| -------------------- | ---------------- |
| Guts                 | Hiroaki Iwanaga  |
| Puck                 | Kaoru Mizuhara   |
| Farnese              | Yōko Hikasa      |
| Serpico              | Kazuyuki Okitsu  |
| Isidro               | Hiro Shimono     |
| Azan                 | Hiroki Yasumoto  |
| Casca                | Toa Yukinari     |
| Griffith/Femto       | Takahiro Sakurai |
| Caballero del Cráneo | Akio Ōtsuka      |
| Void/Narrador        | Unshō Ishizuka   |
| Luca                 | Miyuki Sawashiro |
| Nina                 | Natsumi Takamori |
| Jerome               | Daisuke Hirakawa |
| Erica                | Ayana Taketatsu  |
| Rickert              | Minako Kotobuki  |
| Godo                 | Takashi Inagaki  |
| Silat                | Yuichi Nakamura  |
| Tapasa               | Kōji Ishii       |
| Mozgus               | Rikiya Koyama    |

## Producción
El nuevo anime de Berserk se anunció en diciembre de 2015 en la editorial Hakusensha de la revista Young Animal, con un tráiler mostrado en la Comiket del mismo mes. En el sitio oficial del anime se anunció en febrero de 2016 que el proyecto sería una serie televisiva. Un segundo tráiler se mostró en marzo de 2016. Un video teaser se mostró luego en junio de 2016.
Kentaro Miura, el autor del manga, realiza el papel de supervisor ejecutivo del anime. La serie está dirigida por Shin Itagaki y escrito por Makoto Fukami y Takashi Yamashita. Los diseños de personaje son del estudio de animación Hisashi Abe. El estudio de animación Liden Films produce la serie en conjunto con GEMBA y Millepensee.Shirō Sagisu, quien participó en Berserk: The Golden Age Arc, volvió para componer la música de la serie, mientras Susumu Hirasawa, compositor de la serie de 1997 y las películas de Berserk: The Golden Age Arc, regresó para producir una «insert song» de la serie, titulada «Hai yo» (灰よ?  «Oh Cenizas»). La canción de apertura, «Inferno», la realizó la banda J-Rock 9 mm Parabellum Bullet, mientras el tema de cierre, «Meimoku no Kanata» (瞑目の彼方 «Más Allá de los Ojos Cerrados»?), fue hecho por Nagi Yanagi.
Las voces de los personajes principalmente fueron los de las películas de Berserk: The Golden Age Arc, mientras que la voz del actor Unshō Ishizuka es quien representa la voz de Void y a la vez, fue el narrador en el anime de 1997.
El productor Reo Kurosu ha descrito el estilo de animación del anime como «un híbrido entre 2D y 3D», y dijo además que «para esta serie estamos intentando hacer algo nuevo». El director es un animador 2D, así que lo que pasa en su mente y que pone en el storyboard es todo en 2D. De allí va escogiendo qué herramienta va a utilizar para hacer la animación por CG, si una tradicional 2D, o un híbrido entre 2D y 3D. El director de los estudios 2D y 3D se conocen e indicó «acordamos qué utilizar y cuándo, dependiendo de qué estamos intentando lograr en cada escena.» Los personajes 3D y los objetos son renderizados con cel shading para parecerse más a los dibujos en 2D. Una característica particular es que las sombras de los objetos 3D contienen un efecto de hatching, el cual simula un sombra con un bolígrafo o lápiz, y el mismo efecto es aplicado a las sombras que aparecen en cualquier modelo 2D para crear un estilo más uniforme.

## Emisión y publicación
La serie de 12 episodios se estrenó el 1 de julio de 2016 en WOWOW, y más tarde en los bloques de programación de Animeism MBS, TBS, CBC y BS-TBS.
La serie se transmitió en simulcast mediante Crunchyroll. Crunchyroll anunció en Anime Expo del 1 de julio de 2016 que la compañía publicaría la serie subtitulada al inglés en formato Blu-ray y DVD. La fecha exacta en que la serie sería publicada no fue anunciada entonces.
El 17 de marzo de 2017, IGN lanzó un clip del doblaje en inglés de Berserk y se anunció que la serie sería distribuida por Funimation, pero la serie fue doblada por Bang Zoom! Entertainment. Esta es la primera vez que NYAV Post no tuvo participación en el doblaje inglés de alguna multimedia de Berserk desde el videojuego Sword of the Berserk: Guts' Rage. La primera temporada estuvo disponible por Funimation el 20 de marzo.

## Lista de episodios

### Temporada 1 (2016)
| # | Título | Adaptado de                   | Estreno                  |
| --- | --- | ----------------------------- | ------------------------ |
| 1 | «La gran espada Matadragones» «Ryūkoroshi no taiken» (竜殺しの大剣) España: «El Espadachín Marcado»                         | Capítulo 1 al 8, tomos 1 al 3 | 1 de julio de 2016       |
| Han transcurrido algunos años desde el macabro ritual del Eclipse. Un solitario espadachín llamado Guts entra a una taberna donde uno bandidos abusan a un elfo indefenso llamado Puck, al cual libera, lo que provoca que este decida acompañarlo en su aventura. Llegada la noche, unos espíritus malignos atacan a Guts y matan a un hombre llamado Adolf y su hija Colette que ayudaron a Guts a viajar en su carreta. Guts elimina a los esqueletos y espíritus, pero es rodeado por los Caballeros de la Santa Cadena (Holy Chain Iron Knights). | |                               |                          |
| 2 | «La orden de caballeros de la Santa Cadena» «Seitessa Kishidan» (聖鉄鎖騎士団) España: «Los Caballeros de la Santa Cadena»  |                               | 8 de julio de 2016       |
| Guts es capturado por los Caballeros de la Santa Cadena e interrogado por Farnese, la líder de este grupo. Luego Guts escapa a caballo secuestrando a Farnese para asegurar su huida. Serpico, el guardaespaldas de la joven, les sigue el rastro. | |                               |                          |
| 3 | «Noche de milagros» «Kiseki no yoru» (奇跡の夜) España: «La Noche Milagrosa»                                                |                               | 15 de julio de 2016      |
| Guts se lleva a Farnese a una mansión abandonada, donde son atacados por espíritus. Un espíritu posee a Farnese y la hace sentir placer por el dolor y la espada de Guts. Serpico lucha con los espíritus afuera de la mansión. Finalmente, Guts deja ir a caballo a Farnese que está desnuda y a Serpico. En la ciudad de Windham, el rey de Midland muere y al final delira esperando a Griffith. El imperio de Kushan está a punto de atacar a Midland. | |                               |                          |
| 4 | «Revelación» «Keiji» (啓示) España: «Epifanía»                                                                              |                               | 22 de julio de 2016      |
| 5 | «La torre de la convicción» «Danzai no tō» (断罪の塔) España: «Torre de la Condena»                                         |                               | 29 de julio de 2016      |
| 6 | «Quema en la hoguera del banquete» «Hiaburi no yaen» (火あぶりの夜宴) España: «Festín Nocturno: Ardiendo en la Hoguera»     |                               | 5 de agosto de 2016      |
| Cuando Casca es salvada por el monstruoso feto y Guts derrota a sus enemigos, se encuentra con el misterioso Caballero del Cráneo que revela que los God Hand están utilizando St. Albion como el sitio de un ritual para restaurar la forma corporal de Griffith. Al día siguiente, cuando Farnese se encuentra luchando por su fe, Nina se encuentra con su cliente recurrente Joachim y pone a prueba su amor por ella al llevarlo a una orgía de medianoche en poder del líder con cabeza de cabra del culto pagano. Joachim se involucra gradualmente hasta que descubre que los paganos son caníbales y trata de huir, cayendo de un precipicio mientras lo perseguían. Nina se desploma angustiada antes de ver a Luca, quien la disciplina antes de perdonarla, y luego se entera de que Casca la siguió. Casca casi es violada por los paganos, pero es salvada por espíritus atraídos por su marca de sacrificio. El feto dispersó a los espíritus violentos, con los paganos sobrevivientes asumiendo que Casca era una bruja. | |                               |                          |
| 7 | «La bruja negra» «Kuroki majo» (黒き魔女) España: «La Bruja Negra»                                                          |                               | 12 de agosto de 2016     |
| Mientras Luca trata de defender a su protegida Pepe cuando está siendo arrestada por un Caballero de la Santa Cadena, Guts llega a St. Albion y confronta a los soldados. Luca lleva a Guts a su tienda al reconocer su marca de sacrificio, solo para descubrir que una Nina temerosa había secuestrado a Casca. El grupo se divide para buscarla; Isidro y Puck encuentran a Nina y Casca cuando son capturadas por el culto pagano. En su cueva, los paganos intentan casarse con Casca con la Gran Cabra con Nina como ofrenda de sacrificio, pero Isidro distrae a los paganos mientras Puck se apresura para informar a Guts. Cuando Farnese y sus caballeros, liderados por Joachim, llegan a la cueva de los paganos, la marca de sacrificio de Casca despierta a los espíritus en pena de los muertos que yacen allí los cuales poseen a algunos de los paganos, para después atacar indiscriminadamente a las personas. Isidro intenta salvar a Casca, mientras que la Gran Cabra es transformado en un monstruo sanguinario por un observador misterioso. Cuando la Gran Cabra intenta consumar su matrimonio impío, Guts llega justo a tiempo para salvar a Casca. | |                               |                          |
| 8 | «Reunión del burdel» «Makutsu no saikai» (魔窟の再会) España: «Reencuentro en la Guarida»                                   |                               | 19 de agosto de 2016     |
| El reencuentro de Guts con Casca es de corta duración, ya que él retiene a la Gran Cabra mientras que Isidro lleva a Casca y Nina a un lugar seguro. Después de matar a la Gran Cabra, Guts intenta alcanzar a los demás cuando se cruza con Serpico en un acantilado. Serpico revela que ha estado buscando matar al Espadachín Negro y ha preparado el duelo a su favor debido al terreno y al estado actual de Guts. Guts finalmente logra expulsar a Serpico al desarmarlo. Él reprende a Isidro que Casca y Nina fueran capturados por los Caballeros de la Cadena de Hierro Sagrado y llevados a la Torre de la Convicción. Mientras Guts, Isidro y Luca se acercan a la torre para rescatarlos, Nina debe ser interrogada sobre la identidad de la Bruja Negra. El misterioso observador espera la realización de su obra. | |                               |                          |
| 9 | «El flujo de sangre de los muertos» «Mōja no ketsuryū» (亡者の血流) España: «Flujo de Sangre de los Muertos»                |                               | 26 de agosto de 2016     |
| Después de que Nina la nombrara como la bruja que busca, Mozgus coloca a Casca en una doncella de hierro. Pero hace que los espíritus de los torturados se manifiesten como una masa de sangre que devora carne. Mientras Luca e Isidro usan a Jerome para liberar a Nina, Guts obliga a Farnese a conducirlo hasta la cámara de tortura, donde Puck le había dicho que Casca todavía está viva. Con Casca atrapada en su interior, la sangre poseída sube por la torre cuando Mozgus y sus hombres son transformados por el observador misteriosos. Mozgus quema parte de la sangre poseída con sus llamas, liberando a Casca y salvando al grupo de Luca, pero él intenta quemar a esta en la hoguera mientras sus hombres atacan a los segundos. Luca se sacrificó para que Jerome pudiera salvar a Nina, solo para ser salvada por el Caballero Calavera cuando estaba a punto de atacar al observador. Guts llega poco después y se enfrenta a Mozgus, al mismo tiempo que el grupo del inquisidor todas ellos brotan alas desde sus espaldas. | |                               |                          |
| 10 | «Hell's Angels» «Herusu Enjerusu» (ヘルス·エンジェルス) España: «Ángeles del Infierno»                                      |                               | 2 de septiembre de 2016  |
| Luca se aleja con el misterioso observador, quien se revela a sí mismo como un Apóstol similar a un Beherit auto-denominado como el "Huevo del Mundo Perfecto". Este le relata a Luca su historia de una prolongada observación sobre todos aquellos en St. Albion, detallando sus ideales y el evento que pronto ocurrirá. Después de que este Apóstol huye con solo una herida mortal que él le inflige al Apóstol, el Caballero Calavera lleva a Luca a un lugar seguro mientras los montículos vivos de cadáveres hambrientos se levantan. De vuelta en la Torre de la Convicción, mientras los otros discípulos enfrentan a Guts, Mozgus y los Mellizos se alejan volando llevándose a Casca consigo. Aunque Guts logra matar a los discípulos de Mozgus, la enorme maza sangre poseída que inunda la torre hace que esta se derrumbe parcialmente. El caos se despliega en los barrios pobres, pero Mozgus usa sus poderes para mantener a los cadáveres a raya mientras los refugiados proceden a construir una pira para quemar viva a Casca. Guts logra ver esto al notar al mismo tiempo que los cuatro miembros mayores de God Hand se manifiestan a través de la sangre poseída. | |                               |                          |
| 11 | «La sombra de la idea» «Idea no Kage» (イデアの影) España: «La Sombra de las Ideas»                                         |                               | 9 de septiembre de 2016  |
| Mientras Luca regresa a St. Albion después de que Skull Knight la llevara a las afueras, el Huevo del Mundo Perfecto se traga al Niño Demonio agonizante por simpatía ante su desdichado durante su ascenso a la Torre de la Convicción. Al mismo tiempo, al obtener la ayuda de Jerome y Nina, Isidro usa un improvisado sistema de poleas para liberar a Casca cuando estaba a punto de ser quemada viva. Mozgus casi los atrapa cuando Guts salta de la torre y empala al inquisidor. Pero la biblia de Mozgus lo protegió del ataque mientras se transforma por completo. Después de que el grupo de Isidro eliminara al último de los discípulos de Mozgus, el inquisidor lo dominó mientras las llamas mantenían alejados a los cadáveres, Guts usa sus bombas en miniatura para destruir la grieta desprotegida en el cuerpo blindado del inquistitor para matarlo. Después de una breve reunión con Casca, los cadáveres logran inundar St. Albion cuando Guts le da antorchas a su grupo para que puedan sobrevivir a las pocas horas restantes de la noche. | |                               |                          |
| 12 | «Aquellos que se aferran y persisten» «Sugarumono Mogakumono» (縋る者もがく者) España: «Los que se Aferran, los que Luchan» |                               | 16 de septiembre de 2016 |
| Mientras Guts y su grupo se defienden del torrente de cadáveres con fuego mientras Luca salva a Nina abajo denreo de la torre, el Huevo del Mundo Perfecto llama a los muertos a la Torre de la Convicción y se sacrifica para completar el ritual con el Niño Demoníaco convirtiéndose en la forma corpórea de Griffith. La Torre se derrumba una vez que el ritual sigue su curso, matando a todos dentro de ella antes del amanecer, mientras que Guts y los demás se encuentran rodeados por Silat y sus Kushanos antes de que el Apóstol Nosferatu Zodd parezca que los defiende. Guts entonces ve a un Griffith recién reconstituido, pero no pudo atacarlo debido a la intervención de Casca, mientras que los otros usan la aparición del Apóstol para huir cuando llega una legión Kushan. Zodd se marcha con Griffith sobre su espalda, mientras Guts roba un caballo para llevar a Casca de regreso a la casa de Godo. Isidro se marcha él solo, mientras Luca presenta sus respetos por el Huevo del Mundo Perfecto y por todos aquellos que también murieron esa noche. Mientras Nina se reúne con Joachim, Farnese renuncia a su fe y decide seguir a Guts, con Serpico permaneciendo a su lado. De vuelta en las ruinas de Albion, Skull Knight reflexiona que los acontecimientos que ocurrirán pronto cambiarán el mundo. | |                               |                          |

### Temporada 2 (2017)
| # | Título                                                                             | Adaptado de | Estreno             |
| --- | ---------------------------------------------------------------------------------- | ----------- | ------------------- |
| 13 | «Un mundo rugiente» «Hokorobu Sekai» (ほころぶ世界) España: «El mundo alquilado»   |             | 7 de abril de 2017  |
| Guts y Puck llevan a Casca de regreso a la casa de Godo para encontrarse con que Godo ha muerto. Griffith aparece allí, con ganas de saber cómo se sentiría la reunión con Guts, y se complace al confirmar que no sienta nada y pueda continuar persiguiendo su sueño. Guts intenta matarlo, pero es detenido por Zodd, a quien él enfrenta ferozmente hasta que la espada de Zodd se rompe contra la espada Matadragones. Zodd entonces asume su forma Apóstol destruyendo la mina de hierro de Godo y su hogar. Griffith se pregunta si los sentimientos que tiene son causados por el Niño Demoníaco que se convirtió en su embarcación y evita que Casca sea aplastada por la caída de rocas. Luego le ofrece a Rickert un lugar en el nuevo Banda del Halcón antes de marcharse con Zodd. Guts le revela a Rickert cómo Griffith tomó su ojo y su brazo izquierdo, sacrificó a sus compañeros y violó a Casca, pero rechazó la oferta de Rickert sobre ayudarle a vengarse. Sabiendo que no puede encerrar a Casca para mantenerla a salvo, y que no desea dejarla atrás, Guts decide llevarla hasta la tierra hogar de Puck, el reino de los elfos. En otras partes del reino, los soldados de Kushan destruyen un castillo, matan a los ciudadanos y capturan a las mujeres hasta que llega Griffith para detenerlos y la gente rescatada lo aclama asumiendo que él es el profetizado Halcón de la Luz. |                                                                                    |             |                     |
| 14 | «Viaje invernal» «Fuyu no Tabiji» (冬の旅路) España: «Viaje de invierno»           |             | 7 de abril de 2017  |
| Una joven bruja, Schierke, observa a Griffith desde la distancia. Mientras rastreaba a Guts, Serpico recuerda cómo Farnese lo tomó como su sirviente, aunque ella lo maltrató terriblemente. Serpico se enteró de que era el hijo ilegítimo del padre de Farnese y, por lo tanto, era su hermanastro, y finalmente se convirtió en su guardaespaldas. Al enterarse de que estaba comprometida con un miembro de la familia real, Farnese intentó y no logró seducir a Serpico y a continuación prendió fuego a la mansión de su familia antes de unirse a los Caballeros Sagrados de la Cadena de Hierro, lo que finalmente obligaría a Serpico a quemar a su propia madre acusada de ser bruja. Con sus marcas arcanas tan cerca una de otra, ahora son demonios más poderosos los que se sienten atraídos por Guts y Casca, quienes tientan a Guts para que mate a Casca y así logre acercarse más a Griffith. La rabia de Guts lo abruma y él lastima a Casca en un descuido, destruyendo su confianza en él y ella huye atemorizada. Ella es atrapada y casi violada por bandidos, lo que hace que ella recuerde la memoria reprimida de haber sido violada por Griffith y a continuación mata a los bandidos antes de atacar a Guts. Guts vuelve a sentirse abrumado por la rabia y casi viola a Casca antes de recuperar el control de sí mismo. Más tarde son encontrados por Isidro, Farnese y Serpico que le solicitan permiso para acompañar a Guts en su misión. |                                                                                    |             |                     |
| 15 | «Bandera de la espada voladora» «Hi Ken no Mihata» (飛剣の御旗)                    |             | 14 de abril de 2017 |
| Una ciudad ocupada por Kushaneses liberada por Griffith y su nueva Banda del Halcón: compuesta por Nosferatu Zodd, el Caballero de la Luz de la Luna Sir Locus; el asesino exiliado Rakshas de los Bakiraka, Grunbeld el Gigante; e Irvine el Arquero. Junto a la niña clarividente Sonia, los nuevos Halcones más tarde lidiaron con una legión Kushana que sometió a los Midlanders bajo el mando de Mule Wolflame. Aunque Mule estaba molesto al saber que a los Kushanos prisioneros se les otorgaba la opción de unirse al ejército de Griffith, y que algunos de los miembros del ejército son caníbales demoníacos, Mule quedó fascinado al ver a Griffith celebrando los ritos finales para los caídos, cuyos espíritus se marchan mientras se despiden de sus familias. Mule se siente superado por la emoción de estar en la presencia de Griffith, inmediatamente prometiendo su lealtad hacia él. Mientras tanto, después de que Farnese se corta el cabello para demostrar su resolución, Guts le permite a ella, a Serpico e Isidro viajar junto con él, debido a que ya no confía en poder proteger a Casca solo por su cuenta. Guts les advierte que viajar con él significa que no podrían dormir por la noche, con el grupo luego defendiéndose del ataque de unos espectros después del anochecer. |                                                                                    |             |                     |
| 16 | «El bosque de las bestias demoníacas» «Kemono Oni no Mori» (獣鬼の森)              |             | 21 de abril de 2017 |
| Farnese se deprime después de que Casca desaparece y ella misma se pierde en el bosque tratando de encontrarla. Un pastor advierte al grupo de Guts sobre una inminente batalla entre el ejército de Griffith y los Kushanos y también sobre trolls que infestan un área cercana. Serpico admite a Guts que desea matarlo en un duelo justo, pero mientras Farnese desee quedarse con Guts, lo tratará como un aliado. Isidro practica el duelo con Guts. Un grupo de trolls atacan, pero son expulsados por la pequeña bruja Schierke, a quien Isidro logra insultar, y su compañera elfa, Ivalera, antes de desaparecer. Casca sigue temiendo a Guts y se apega a Farnese. Ellos se encuentran con un anciano llamado Morgan, cuya aldea natal Enoch está siendo atacada por trolls, pero como el señor local ha tomado su ejército para apoyar a Griffith, los aldeanos esperan encontrar ayuda de una bruja que se rumorea que vive cerca. Casi inmediatamente se topan con la casa de Schierke mientras que las marcas arcanas de Casca y Guts les permiten atravesar su barrera protectora. Guts cree erróneamente que los golems de tierra de Schierke son ghouls y destruyen a varios de ellos antes de que Schierke se revele como una aprendiz de la bruja anciana Flora que ha estado esperando a que llegaran Guts y Casca. |                                                                                    |             |                     |
| 17 | «Mundo astral» «Yūkai − Kakuriyo» (幽界−かくりよ)                                  |             | 28 de abril de 2017 |
| Flora se entera de los ataques en la aldea Enoch y ofrece a Morgan la ayuda de su aprendiz, Schierke, y luego lanza un hechizo que protegerá temporalmente a Guts y Casca de los espíritus malignos. Flora explica que su plano de existencia existe junto con el Plano Astral, el hogar de los seres sobrenaturales, y el Reino de las Ideas, del que se deriva toda la creación. Guts le muestra a Flora el Beherit y ella dice que es una puerta de enlace para vincular el mundo físico con el Plano en el que reside los God Hand, y que sus miembros más antiguos fueron humanos como Griffith y responden a un poder superior dentro de la capa más profunda del Plano Astral. Schierke asume que Griffith es el quinto ángel profetizado por la Santa Sede. Al día siguiente, el grupo de Guts recibió armas mágicas: Serpico, una capa y una espada imbuidas de sílfides, Isidro, una daga imbuida de salamandras, y Farnese, una espada corta plateada junto con una cota de malla plateada y túnicas para ella y Casca como protección contra los espíritus. Guts rechaza el ofrecimiento de un hacha de batalla, prefiriendo conservar utilizando su espada Matadragones, y se marcha con los demás hacia la aldea Enoch. Flora se encuentra con su amiga, Skull Knight, quien le solicita un favor con respecto a Guts. |                                                                                    |             |                     |
| 18 | «Batalla suicida contra la legión de demonios» «Ma-gun to no Shitō» (魔群との死闘) |             | 5 de mayo de 2017   |
| El grupo de Guts llega a la aldea Enoch, pero casi son rechazados por el sacerdote local que afirma que Schierke es una farsante, pero les permite quedarse cuando Guts afirma que Casca es una peregrina religiosa. Mientras entrenaba, Isidro habla con Morgan sobre su pasado y sus sueños para el futuro. Schierke expresa su disgusto por la iglesia local que fue construida en el sitio de un templo espiritual en un intento de la Santa Sede por expandir su autoridad. Esto incluyó exiliar a Flora a las profundidades del bosque. Los trolls atacan y todos huyen dentro de la iglesia. Guts, Farnese, Serpico e Isidro luchan contra los trolls, mientras que Schierke muestra preocupación por la fuente de fuerza de Guts y las sombras oscuras que se aferran a la espada Matadragones. El uso de la magia de Schierke enoja al sacerdote que intenta detenerla, solo para terminar atrapado en el techo junto con Schierke, Farnese y Casca. Mientras pelea con un troll, Isidro se balancea tratando de esgrimir su espada y Morgan es lesionado. Schierke termina de lanzar su hechizo, convocando a cuatro Ángeles Guardianes cuya luz protectora hace que los trolls se conviertan en cenizas y cura las heridas de Morgan. |                                                                                    |             |                     |
| 19 | «El misterio de la oración» «Inori no Ōgi» (祈りの奥義)                            |             | 5 de mayo de 2017   |
| El pueblo es atacado por un ogro y un kelpie. Serpico lucha contra el kelpie y Guts lucha contra el ogro. Schierke envía su mente al reino de los espíritus y percibe a undinas, poderosos espíritus acuáticos, y se deja llevar por el espíritu del río, la Dama de las Profundidades, que usa a Schierke para inundar la zona con el cercano río, arrastrando a los trolls, el kelpie y el ogro de regreso al inframundo. Sin embargo, la magia es demasiado poderosa y Schierke no puede detener la inundación. Ivalera hace que Farnese use el bastón de Schierke para ayudarla a volver a la realidad. Justo cuando Schierke regresa, Casca y Farnese caen al agua y son arrastradas. Schierke rastrea a Casca y Farnese con la magia y percibe que han sido capturadas por más trolls. A pesar de la gratitud de los aldeanos, Schierke se siente responsable de la destrucción causada por su inexperiencia y recibe el permiso del sacerdote para construir un santuario para apaciguar a los espíritus de agua enojados. Isidro recibe una espada pequeña de parte de Morgan con la que le es más fácil pelear. Las lesiones de Serpico lo obligan a permanecer en el pueblo mientras Guts, Schierke e Isidro salen para rescatar a Casca y Farnese. |                                                                                    |             |                     |
| 20 | «La contaminación de Qliphoth» «Kurifoto no Odaku» (クリフォトの汚濁)              |             | 19 de mayo de 2017  |
| Schierke se percata de que han entrado en una parte del Reino Astral llamada Qliphoth. Ella se las arregla para comunicarse telepáticamente con Farnese y Casca en la cueva de los trolls, donde los trolls violan a las mujeres que quedan entonces embarazadas con su descendencia monstruosa. Mientras las mujeres escapan después de hallarlas, Guts se queda atrás para matar a los trolls y permitirles escapar de regreso. Schierke comienza un hechizo para convocar al Señor de las Raíces Podridas para sellar la cueva. Slan, la súcubo miembro de los God Hand, aparece y logra superar las fuerzas de Guts, burlándose sensualmente de él y tentándolo a usar el Beherit para convertirse en un Apóstol. Skull Knight interviene y Guts dispara a Slan con su brazo-cañón. Mientras Slan se cura a sí misma, Skull Knight le dice a Guts que use su espada Matadragones para detenerla, debido a que los innumerables Apóstoles que el ha matado usando esa misma espada la han vuelto un arma mística más poderosa. Guts atraviesa a Slan, quien lo besa y luego desaparece, prometiendo que volverán a encontrarse. Schierke intenta ralentizar al Señor de las Raíces Podridas para que Guts pueda escapar, pero la cueva se derrumba. Skull Knight revela su Espada de Actuación, creada a partir de los Behelits que había ingerido, para sacarse a sí mismo y a Guts de aquella cueva sellada. Después de devolver a las mujeres a la aldea Enoch, Guts admite para sí mismo que está contento de haber vuelto a tener compañeros. |                                                                                    |             |                     |
| 21 | «La armadura Berserker» «Bāsākā no Katchū» (狂戦士の甲冑)                          |             | 26 de mayo de 2017  |
| Flora revela un traje de Armadura Berserker que ella ha custodiado a lo largo de los años. Los soldados demoníacos de Griffith rompen su barrera, por lo que Skull Knight sale a su encuentro. Guts se desploma repentinamente debido a que Slan había dañado su alma, pero se las arregla para seguir caminando y Schierke se sorprende de que Guts haya sobrevivido contra un Apóstol. Mientras tanto. Schierke siente que la barrera de Flora ha desaparecido y la casa ahora está en llamas. Guts se apresura a ayudar a Skull Knight en la batalla contra Zodd y Grunbeld, mientras que Schierke y los demás se apresuran a encontrar a Flora. Grunbeld insiste en tener un duelo contra Guts mientras Zodd lucha contra Skull Knight. Flora se deja consumir en el fuego, pero primero le ordena a Schierke que le dé a Guts esa armadura. En su estado debilitado, Guts no puede luchar y Grunbeld le rompe las costillas. Los Gólems de Tierra de Schierke acuden al rescate de Guts, distrayendo a Grunbeld y permitiendo que huyan. A pesar de conocer los increíbles riesgos involucrados, Schierke encierra a un Guts casi sin vida dentro de la armadura, lo que le permite volver a unirse a la batalla y mata a varios demonios con facilidad. Guts es consciente de que su cuerpo está gravemente dañado pero que ya no siente dolor alguno, mientras que la armadura despierta a una entidad similar a un lobo llamada la Bestia de la Oscuridad. |                                                                                    |             |                     |
| 22 | «Emergiendo de las llamas» «Honō no Tabidachi» (炎の旅立ち)                        |             | 9 de junio de 2017  |
| Con la Armadura Berserker eliminando sus limitaciones, Guts desata toda su fuerza, destruyendo el escudo y el martillo enormes de Grunbeld y logrando herirlo. Schierke explica que mientras Guts está luchando limitaciones, está destrozando su propio cuerpo, y aunque la armadura elimina su dolor, eventualmente se desangrará hasta morir. Grunbeld se transforma en su forma Apóstol, un dragón con escamas de corindón. Guts detiene un golpe de la cola de Grunbeld y rompe las escamas en su rostro con un solo golpe. Schierke dirige su mente al reino de los espíritus y ve al ego de Guts atrapado dentro de la Bestia de la Oscuridad, pero un hechizo lanzado por Flora ha evitado que el ego de Guts se desvanezca. Schierke le recuerda su amor por Casca y la mente de Guts. Huye de Grunbeld y salva a sus amigos, mientras que el espíritu de Flora retiene a Grunbeld con fuego espiritual. En la ciudad Windham, una resistencia subterránea se reúne con Laban de los Caballeros de Midland para pedirle ayuda para rescatar a la princesa Charlotte. Ellos son atacados por demonios pero son salvados por Irvine el Arquero y Sir Locus por una razón desconocida. Un mes después, Guts ya se ha curado, pero todavía lleva puesta la armadura. Schierke teme que si tiene que luchar de nuevo, la armadura lo matará. |                                                                                    |             |                     |
| 23 | «Presagios proclamados» «Tsugerareshi Kizashi» (告げられし兆し)                    |             | 16 de junio de 2017 |
| Guts y compañía reanudan su viaje hacia la tierra hogar de Puck, una isla llamada Skellig que existe entre ambos planos y es el hogar de ambos elfos y magos. Farnese le ruega a Schierke que le enseñe a usar la magia mientras pasan la noche en una playa. Skull Knight, que se supone que es el usuario anterior de la Armadura Berserker, advierte a Guts sobre los efectos de usar esa armadura. También revela que Griffith está persiguiendo a brujas como Flora debido a que representan una amenaza a su poder y que la cordura de Casca podría ser restaurada por el soberano de Skellig, Hanafubuku, aunque advierte de forma críptica a Guts que Casca podría no querer que su mente sea restaurada. Durante la noche son atacados por cocodrilos humanoides gigantes, revelados como siendo Pishacas con espíritus infundidos controlados por hechiceros Kushan. Schierke lanza un hechizo de protección mientras Guts, esforzándose por mantener a reprimida a la Bestia de la Oscuridad, lucha contra los cocodrilos Pishaca junto con Isidro mientras Serpico mata a los magos Kushan para hacer que los Pishacas regresen a su estado dócil natural. Pero hechicero Kushan principal, Daiba, convoca a una especie de ballena-elefante poseída llamada Makara para atacarlos. Esto hace que Guts pierda el control cuando la Armadura Berserker se activa y mata al Makara y algunos cocodrilos Pishaca. Guts casi ataca a sus amigos, pero Schierke logra restablecer su mente en el último segundo. Guts se enfurece consigo mismo por haber perdido el control de nuevo. |                                                                                    |             |                     |
| 24 | «Ciudad humana» «Hito no machi» (人間の都市)                                       |             | 23 de junio de 2017 |
| El grupo de Guts se acerca a la ciudad Vritannis, donde al llegar Isidro molesta a Schierke porque su vestimenta de bruja, alegando que su apego por esa ropa atrae demasiada atención sobre ellos. Schierke se escabulle de manera repentina herida por las palabras de Isidro, ya que esas ropas eran el único recuerdo que ella conservaba de su querida maestra Flora y sus años de estancia junto con ella en su refugio dentro del bosque profundo. Deambulando por la ciudad se entera de que Vritannis comerciaba con esclavos Kushan, pero todos esos esclavos fueron recientemente ahorcados y expuestos al público como enemigos religiosos de la Santa Sede, cuyas numerosas fuerzas militares tomaron presencia en la ciudad. Ella es vista por Sonia mientras hacia descolgar los desdichados cadáveres de los Kushanos y que posteriormente fueran incinerados como disposición apropiada y respetuosa de sus restos, quien entonces expresa admiración hacia la chica por liberar a las almas de esos muertos en pena. Ella y Schierke llegan a vinculan con sus experiencias similares sobre no encajar entre las personas corrientes hasta que ambas finalmente se encontraron con alguien que las acepta, es decir, Griffith y Guts, respectivamente. Schierke a continuación evita que unos piratas secuestren a los niños Kushan esclavos que fueron excluidos de la purga religiosa y después es salvada por Isidro, que había estado tratando de encontrarla. Isidro usa su nueva espada para luchar hábilmente contra los piratas hasta que Mule Wolflame llega en busca de Sonia y derrotan al capitán pirata, todos atestiguados secretamente por Guts. Sonia más tarde le pide a Schierke que los acompañe uniéndose a ella y el resto de sus aliados, sintiendo que al igual que ella encontrara su propio lugar en el mundo ahí, pero Schierke rechaza su ofrecimiento para quedarse junto a Guts. Antes de marcharse Sonia advierte a Schierke que abandone Vritannis rápidamente y le muestra una visión de esa ciudad completamente en ruinas cubierta en llamas. Más tarde, Schierke se viste con ropas más comunes mientras el grupo se aloja en una posada de la ciudad y ella, Casca y Farnese son protegidas de algunos soldados borrachos por Guts. Schierke está feliz de que, si bien puede estar rodeada de sufrimiento humano, puede seguir sonriendo con sus nuevos amigos. |                                                                                    |             |                     |

## Recepción
Meghan Sullivan de IGN dio al episodio inicial una puntuación de 8.5 sobre 10. En el análisis, Sullivan alabó la dirección de los episodios "a pesar del aspecto visual que distrae bastante, El espadachín marcado consigue que Guts empiece de forma fuerte en su búsqueda de venganza".
El colaborador de Anime News Network, Jacob Hope Chapman, fue crítico con la calidad de producción del programa en su reseña de los episodios 1–3, al afirmar que "Berserk 2016 es una realización abominablemente fea y casi enérgicamente desagradable de nuestros sueños, con CGI reducido, opciones musicales cuestionables y un trabajo de cámara que desorienta", aunque señala que "la historia convincente y el mundo cautivador de Miura aún brilla como un vuelo de imaginación oscura único en su clase con caracterización conmovedora, incluso mientras forcejea bajo una producción tan carente de brillo".